# Saigon (pel·lícula)
Saigon (títol original: Off Limits) és un thriller estatunidenc dirigit per Christopher Crowe, estrenat l'any 1988. Ha estat doblat al català  

## Argument
Saigon, 1968. La guerra del Vietnam fa mal. Buck McGriff i Albany Perkins, dos policies de civil del Servei Americà d'Investigació Criminal, tenen la missió poc envejable de netejar els carrers de la ciutat. Quan els encarreguen d'investigar sobre l'homicidi brutal d'una prostituta, han d'entrar en els baixos fons d'una ciutat en estat de setge, entre alcohol, droga i luxuria. Però tot això no és res comparat al fet que el seu principal sospitós no és altre que un oficial americà de molt alta graduació.

## Repartiment
- Willem Dafoe  : Buck McGriff
- Gregory Hines : Albaby Perkins
- Fred Ward: Deu
- Amanda País: Nicole
- Lim Kay Tong: Lime Green
- Scott Glenn: Coronel Dexter Armstrong
- David Alan Grier: Rogers
- Keith David: Maurice
- Raymond O'Connor : Elgin Flowers
- Richard Brooks : Sacerdot
- Thuy Any Luu : Lanh
- Richard Lee Reed : Coronel Sparks